# Livio Melina
Mons. Livio Melina (Adria, 18 agosto 1952) è un presbitero e teologo italiano.

## Biografia
Livio Melina partecipò sin dai tempi del liceo al movimento di Comunione e Liberazione di cui fu uno degli iniziatori in Veneto..
Ottenuta la laurea in filosofia nel febbraio 1976 presso l'Università degli studi di Padova, entrò nel seminario vescovile della diocesi di Adria, per la quale fu ordinato sacerdote il 21 giugno 1980.
Nel 1982 conseguì la licenza in teologia morale presso la Pontificia Università Gregoriana di Roma e nell'ottobre 1985 il dottorato in teologia presso la Pontificia Università Lateranense con una tesi diretta dal professor Carlo Caffarra dal titolo: Ratio practica, scientia moralis e prudentia. Linee di riflessione sul Commento di san Tommaso all'Etica Nicomachea.
Dall'ottobre 1984 all'ottobre 1991 svolse funzioni di aiutante di studio presso la Sezione Dottrinale della Congregazione per la Dottrina della Fede allora diretta dal cardinale Joseph Ratzinger.
Nel 1991 divenne docente stabile presso il Pontificio Istituto Giovanni Paolo II per studi su matrimonio e famiglia, come ordinario della cattedra di Teologia Morale Fondamentale. Dal 1997 fino al 2013 ha diretto l'Area Internazionale di Ricerca in Teologia Morale istituita presso il Pontificio Istituto Giovanni Paolo II. Nel 2002 divenne vicepreside della Sede Centrale dell'Istituto. Dal gennaio 2006 fino all'anno 2016 è stato preside dell'Istituto stesso.
Visiting Professor a Washington DC e a Melbourne. Dal 2007 è inoltre membro ordinario della Pontificia Accademia di Teologia. Dal 2012 è canonico del capitolo della Patriarcale Basilica Lateranense.
È stato direttore scientifico della rivista Anthropotes, fa parte del comitato dei consulenti della rivista internazionale Communio e collabora con le riviste The Thomist, La scuola cattolica, Medicina e morale, La società, Il nuovo areopago, Logos. È inoltre membro corrispondente dell'Académie d'Education et d'Etudes Sociales di Parigi.
È stato nominato monsignore da papa Giovanni Paolo II ed è considerato uno dei massimi esponenti di teologia morale in ambito cattolico.

## Opere
- La conoscenza morale. Linee di riflessione sul Commento di san Tommaso all'Etica Nicomachea, Città Nuova, Roma, 1987, ISBN 88-311-1340-2.
- Morale: tra crisi e rinnovamento. Gli assoluti morali, l'opzione fondamentale, la formazione della coscienza, Ares, Milano, 1993, ISBN 88-8155-105-5, con traduzioni in francese, 1995, e spagnolo, 1996 e 1998.
- Corso di bioetica. Il Vangelo della vita, Piemme, Casale Monferrato, 1996, ISBN 88-384-2585-X.
- Amor conjugal y vocación a la santidad, (con J. Laffitte), Ediciones Universidad Católica de Chile, Santiago de Chile, 1997 ISBN 956-14-0428-1 con traduzione in francese, 2001, e in italiano, 2006.
- Domanda sul bene e domanda su Dio, Lateran University Press - Mursia, Roma, 1999, ISBN 88-465-0056-3 (a cura di L. Melina e J. Noriega)
- Quale dimora per l'agire? Dimensioni ecclesiologiche della morale, Pontificia Università Lateranense, Roma, 2000, ISBN 88-465-0075-X (a cura di L. Melina e P.Zanor).
- La plenitud del obrar cristiano: dinámica de la acción y perspectiva teológica de la moral, Palabra, Madrid, 2001 ISBN 978-84-8239-578-4 (con J. J. Pérez-Soba e José Noriega).
- Sharing in Christ's Virtues. For a Renewal of Moral Theology in Light of Veritatis Splendor, The Catholic University of America Press, Washington D.C., 2001 ISBN 0-8132-0989-7, con traduzione in spagnolo, 2005.
- Cristo e il dinamismo dell'agire, Linee di rinnovamento della teologia morale fondamentale, Lateran University Press - Mursia, Roma, 2001, ISBN 88-465-0097-0.
- Verità e libertà nella teologia morale, Pontificia Università Lateranense, Roma, 2001, ISBN 88-465-0205-1 (a cura di L. Melina e J. Larrú).
- AA.VV., L'agire morale del cristiano, vol. XX di AMATECA - Manuali di Teologia Cattolica, Jaka Book, Milano, 2002, ISBN 88-16-40574-0, con traduzione in spagnolo, 2002.
- Il bene e la persona nell'agire, Lateran University Press, Roma, 2002, ISBN 88-465-0230-2 (a cura di L. Melina e J. J. Juan José Pérez-Soba).
- La sequela Christi. Dimensione morale e spirituale dell'esperienza cristiana, Lateran University Press, Roma, 2003, ISBN 88-465-0451-8 (a cura di L. Melina e O. Bonnewjin).
- Camminare nella Luce. Prospettive della teologia morale a partire da 'Veritatis splendor', Lateran University Press, Roma, 2004, ISBN 88-465-0487-9  (a cura di L. Melina e J. Noriega).
- Amore e giustizia. Limiti alla responsabilità?, Lateran University Press, Roma, 2005, ISBN 88-465-0501-8 (a cura di L. Melina e D.Granada)
- Per una cultura della famiglia: il linguaggio dell'amore, Marcianum Press, Venezia, 2006, ISBN 88-89736-08-9
- Amore coniugale e vocazione alla santità, Effatà Editrice, Cantalupa (TO), 2006, ISBN 88-7402-063-5 (con J.Lafitte)
- AA.VV., Lo splendore della vita. Vangelo, scienza ed etica. Prospettive della bioetica a dieci anni da 'Evangelium Vitae', Libreria Editrice Vaticana, Città del Vaticano, 2006, ISBN 88-209-7884-9 (a cura di L. Melina, E. Sgreccia e S. Kampowski)
- Una luz para el obrar. Experiencia moral, caridad y acción cristiana, Palabra, Madrid, 2006, ISBN 978-84-9840-059-5 (con J. J. Pérez-Soba e J. Noriega),.
- La via dell'amore. Riflessioni sull'Enciclica 'Deus caritas est' di Benedetto XVI, RAI-ERI, Roma, 2006, ISBN 9788839713926 (a cura di L. Melina e C. Anderson).
- AA.VV., Amare l'amore umano. L'eredità di Giovanni Paolo II sul matrimonio e la famiglia, Cantagalli, Siena, 2007, ISBN 88-8272-326-7 (a cura di L. Melina e S. Grygiel).
- Camminare nella luce dell'amore. I fondamenti della morale cristiana. Manuale di teologia cattolica, Cantagalli, Siena, 2008, ISBN 88-8272-348-8; edizione spagnola, Palabra, Madrid, 2007, ISBN 978-84-9840-141-7 (con J. Noriega e J. J. Pérez-Soba).
- Azione: epifania dell'amore. La morale cristiana oltre il moralismo e l'antimoralismo, Cantagalli, Siena, 2008, ISBN 88-8272-364-X.
- Imparare ad amare. Alla scuola di Giovanni Paolo II e di Benedetto XVI, Cantagalli, Siena, 2009, ISBN 978-88-8272-447-4 con la traduzione in coreano (2010).
- Liebe auf katholisch. Ein Handbuch für heute, Sankt Ulrich Verlag, Augsburg, 2009, ISBN 978-3-86744-103-2
- The Epiphany of Love: Toward a Theological Understanding of Christian Action, Grand Rapids, Ressourcement series, Wm. B. Eerdmans Publishing Company, 2010, pp. 200Soba).
- L'amore che fa rifiorire il deserto. Evangelizzazione, famiglia e movimenti ecclesiali, Cantagalli, Siena 2009, (a cura di L. Melina e J. B. Edart)
- L'olio sulle ferite. Una risposta alle piaghe del divorzio e dell'aborto, Cantagalli, Siena 2009 (a cura di L. Melina e C. Anderson); trad. francese De l'huile sur les blessures. Une réponses aux plaies du divorce et de l'avortement, Parole et silence, Saint-Maur (Val-de-Marne) 2009; trad. spagnola: Aceite en las heridas. Analisis y respuestas a los dramas del aborto y del divorcio, Palabra, Madrid 2010; e trad. inglese: Oil on the Wounds. A Contemporary Examination of the Effects of Divorce and Abortion on Children and Their Families, Square One Publishers, Garden City Park, NY 2010.
- Learning to Love: in the School of John Paul II and Benedict XVI, Connorcourt, Ballan 2011.
- Come insegnare Teologia Morale? Prospettive di rinnovamento nelle recenti proposte di esposizione sistematica, Cantagalli, Siena 2009 (a cura di L. Melina e S. Kampowski).
- La famiglia è ancora un affare? La finanza responsabile, la società e la famiglia, SRI Group, 2010 (a cura di L. Melina e G. Gallazzi)
- Il criterio della natura e il futuro della famiglia, Cantagalli, Siena 2011(a cura di L. Melina).
- Una via sempre attuale: L'intuizione sorgiva del pontificato del Beato Giovanni Paolo II, Atti del Congresso “Verso Cristo”. A 30 anni da Redemptor hominis. Attualità di una via all'uomo, “Anthropotes”, XXVII (1/2011) Cantagalli, Siena 2011 (a cura di L. Melina e C. Anderson).
- Famiglia e nuova evangelizzazione: la chiave dell'annuncio, Cantagalli, Siena 2012. (a cura di L. Melina e J. Granados).
- La soggettività morale del corpo (VS 48),  Cantagalli, Siena 2012 (a cura di L. Melina e J. J.. Pérez-Soba).
- Amare nella differenza. Le forme della sessualità e il pensiero cattolico: studio interdisciplinare, Cantagalli- Libreria Editrice Vaticana, Siena - Città del Vaticano 2012 (a cura di L. Melina e S. Belardinelli); con traduzione in spagnolo BAC, Madrid 2013.
- La roccia e la casa. Socialità, bene comune e famiglia, San Paolo Edizioni, 2013.
- I primi anni del matrimonio. La sfida pastorale di un periodo bello e difficile (a cura di L. Melina), Cantagalli, Siena 2014.